# Satannish (personaje)
Satannish (Satánico en español) es un personaje ficticio que aparece en los cómics estadounidenses publicados por Marvel Comics.

## Historial de publicaciones
Satannish apareció por primera vez en Doctor Strange #174 y fue creado por Roy Thomas y Gene Colan.

## Biografía ficticia
Satannish es un demonio extradimensional muy poderoso que se ha enfrentado al Doctor Strange. Satannish es conocido por otorgar a los mortales poder místico a cambio de sus almas. El se le ha referido como una creación y agente de Dormammu, y el padre de Daimon Hellstrom y Satana(aunque este último fue reconfigurado más tarde).
El ha otorgado poder a su culto, los Hijos de Satannish, y firmó un pacto con el hechicero humano Lord Nekron, encontrándose por primera vez con el Doctor Strange durante este asunto.Satannish hizo un trato con el hechicero humano Asmodeus y luego se encontró con Los Defensores.Satannish también negoció con el Barón Mordo durante el incidente del "Fausto Gambito". El luchó contra  Mephisto en la ciudad de Nueva York y se fusionó brevemente con Mephisto como resultado del hechizo del Doctor Strange, revelando que los dos demonios alguna vez habían sido parte de las mismas energías demoníacas.Satannish se reveló que se había escondido en la sombra de Mephista, hija de Mephisto, para ser llevado al dominio de Mephisto. Allí, luchó contra Mephisto, Mephista y el Doctor Strange, y fue vencido cuando Strange conectó místicamente las esencias vitales de Mephisto y Satannish.Satannish también dio poder al Night Shift.
Durante la historia de Invasión secreta, Satannish es uno de los muchos poderes oscuros encarcelados dentro de Avalon. Es liberado, junto con todos los demás, cuando Pete Wisdom libera a Merlín.Después de escuchar a los invasores Skrulls jactarse de que subyugarán a todos los seres mágicos, Satannish y los demás matan a las fuerzas Skrull que invaden Avalon.
Luego él le ofrece una bendición a Wisdom, porque las leyes de la magia insisten en que, dado que Wisdom lo liberó, debe ser recompensado. La petición de Wisdom es "No más Skrulls" y Satannish la honra, usando sus poderes para matar inmediatamente a todos los Skrull dentro de Avalon y el Reino Unido. Se afirma que el regalo de Satannish también significa que cualquier Skrull que ingrese al Reino Unido muere inmediatamente.
Mientras está en el Limbo, Illyana Rasputin, recientemente resucitada, ataca a varios otros demonios en busca de su espada del alma y el amuleto de piedra de sangre original. Esto no pasa desapercibido para Satannish, Mephisto, Blackheart,  Dormammu y Hela. Cuando Mephisto pregunta por qué deberían preocuparse por una molestia menor, Satannish revela que está bastante impresionado con Illyana.
Junto con los otros Señores del Infierno, él juzgó a Meggan; También le divirtió saber que el Duque del Infierno, el Doctor Plokta, había sido derrotado.
Durante la historia de Fear Itself, Satannish apareció en Devil's Advocacy donde hablaron sobre la amenaza de la Serpiente en la Tierra.
En las páginas de Avengers Undercover, Satannish aparece como miembro de los Maestros del Mal del Consejo de la Sombra. Se muestra que él fijó su residencia en el distrito Hell Town de Bagalia.

## Poderes y habilidades
Satannish es un ser demoníaco de pura energía mística, una encarnación del mal. La apariencia que emplea con mayor frecuencia con los hechiceros humanos es la de un ser con cuernos de piel verde y una segunda cara en el estómago. Satannish se parece más a una fuerza sobrenatural de la naturaleza que a un ser; como tal, posee un poder místico "prácticamente ilimitado" que puede usarse para una variedad de efectos,que incluyen (pero no se limitan a) teletransportación interdimensional, manipulación del tiempo, el espacio y la materia, transformaciones de tamaño, lanzamiento de rayos de energía mística como fuerza destructiva, posesión demoníaca y fuerza física y durabilidad. Se ha demostrado que el alcance del poder del personaje es igual al de Mephisto.La capacidad de Satannish para manifestarse en la dimensión de la Tierra está, de alguna manera desconocida, limitada por factores místicos y con frecuencia hace uso de peones nativos de la Tierra para sus propósitos. También demostró ser lo suficientemente poderoso como para matar fácilmente a todos los invasores Skrulls que intentaron tomar la magia de Avalon, algo que ningún otro ser mágico en Avalon pudo hacer.

## En otros medios
Satannish aparece en el final de Morrigan Aensland en el videojuego Marvel vs. Capcom 3: Fate of Two Worlds. El se le ve con Mephisto una vez más.